# Anna-Lisa Berglund
Anna-Lisa Berglund, född 18 januari 1935, död 3 juni 2019 i Brålanda, var en svensk bågskytt från Vänersborg som framförallt var aktiv under 1970-talet.

## Meriter
- Tre starter i OS (1972, 1976 och 1980) med en elfteplats som bäst.[2]
- Sex starter i VM med en sjätteplats som bäst.
- Sju starter i EM med en seger och en tredjeplats som bäst.
- 15 SM-guld (inom- och utomhus).
- Har innehaft två världsrekord på 30 meter och svenskt rekord sammanlagt.
- Blev Stor grabb nummer 23 inom svenskt bågskytte 1971.